# Hanna Sorokina
Hanna Sorokina (n. 31 martie 1976, Zaporijjea, RSS Ucraineană, URSS) este o săritoare în apă ce a reprezentat Ucraina, medaliată olimpică. A participat la 2 ediții ale Jocurilor Olimpice (2000, 2004) în care a câștigat o medalie de bronz.